# 스티브 먼로
스티브 먼로(Steven Monroe, 1972년 10월 30일 ~ )는 미국의 배우, 텔레비전 배우이다.
털사에서 태어났다.

## 영화
- 프로미싱 영 우먼 (2020년)
- 서버비콘 (2017년) - 헨리 역
- 저지 보이즈 (2014년)
- 제이. 에드가 (2011년) - 식당 호스트 역
- 더 위시 리스트 (2010년)
- 죽여주는 장례식 (2009년)
- 아메리칸 캐롤 (2008, An American Carol)
- 슈퍼히어로 (2008년)
- 스쿨 포 스카운드럴 (2006년)
- 스트립, 비치발리볼 (2006년)
- 하우스 오브 더 데드 2 (2005년) - 오코너 역
- 펑키 멍키 (2004년)
- 사커 독 2 - 유럽컵 (2004년)
- 명탐정 몽크 시즌1 (2002년)
- 아메리칸 러브홀릭 (2002년) - 홀든 역
- 8 마일 (2002년)
- 캐스트 어웨이 (2000년)
- 레드 레터 (2000년)
- 미스 에이전트 (2000년) - 프랭크 토빈 역
- 스페이스 카우보이 (2000년)
- 더 이상 참을 수 없어 (1998년)
- 오스틴 파워 - 제로 (1997년)
- 제7의 천국 (1996년)
- 너티 프로페서 (1996년)
- 킬-오프 (1989년)